# پرکیپاین (داکوتای شمالی)
پرکیپاین(به انگلیسی: Porcupine) شهری در ایالت داکوتای شمالی کشور ایالات متحده آمریکا است که جمعیت آن در سرشماری سال ۲۰۱۰ میلادی، ۱۴۶ نفر بوده‌است.